# マイティーチャー
マイティーチャー（MY TEACHER）とは、かつて株式会社リコーが製造し、リコー教育機器株式会社（現:リコーエレメックス株式会社）が販売していた音声式の家庭用学習材。
販売会社には、学研・○○マイ・ティーチャー販売株式会社（※○○には、地名が入る）等がある。

## 概要
機械本体に搭載されるスピーカーやヘッドホンで音声を聴取し、マイクも使用可能であり、機種によってはテレビと接続して映像も出力した。学習問題用シート対応の機種には、解答専用の1〜5のキーボタンがあり、選択する解答により次の音声が異なる。

## 再生方法
裏面に茶色の磁性体が塗布されたA4判サイズの磁気シートを本体にセットする。本体にはレコードプレーヤーに類似したターンテーブルがあり、再生ボタンを押下するとターンテーブルが時計回りに回転し、磁気シート裏面に接触しながら内周方向へ直線的に駆動するターンテーブル内に埋設される磁気ヘッドが、データを読み取り再生する。
再生終了後は、磁気ヘッドを手動で外周方向へ戻さなければならなかった。

### 参考動画
- Ricoh Synchrofax - https://www.youtube.com/watch?v=oWY_xqP8bNg
- RICOH, MY TEACHER - part 1 (BTS in 1970s ) - https://www.youtube.com/watch?v=h3oc1ej69B8

## 学習対象レベル
幼児用から小・中学生用等。分野は、国語・算数・英語等。

## 磁気シートの種類
- 再生専用シート。
- マイクを用い音声を録音できるシート。
- 一枚のシートにA・B両面があるシート。A面から再生し、途中でシートを裏返してB面を再生する。

## 歴史
1959年に理研光学工業（現：リコー）は磁気シートを用いた録音再生機「シンクロファクス」を発売。先行するキヤノンのシンクロリーダーに比べて記録時間も音質も劣りながらも（シンクロリーダー10分、シンクロファクス4分）、価格の安さでシンクロリーダー以上の成功を収めた。一方で一般への普及には至らなかったが、この機器を見た玉川学園中等部のある教師が「バラス・スキナーが考案したプログラム学習を実践する『ティーチングマシン』に使えないか」と提案。このシンクロファクスをティーチングマシンとして1962年頃に東京都内の高校で使用し始めた。1967年に一般向けにも販売することとなり、この時に「マイティーチャー」の名称が付けられた。